# Ѿ
Ѿ, ѿ – litera cyrylicy, obecnie nieużywana; ligatura liter Ѡ i Т, stąd współczesna nazwa litery – „Ot”, odpowiadająca głoskom które reprezentuje.

## Kodowanie
| Znak                   | Ѿ                          | Ѿ                          | ѿ                        | ѿ                        |
| ---------------------- | -------------------------- | -------------------------- | ------------------------ | ------------------------ |
| Nazwa w Unikodzie      | cyrillic capital letter ot | cyrillic capital letter ot | cyrillic small letter ot | cyrillic small letter ot |
| Kodowanie              | dziesiątkowo               | szesnastkowo               | dziesiątkowo             | szesnastkowo             |
| Unicode                | 1150                       | U+047E                     | 1151                     | U+047F                   |
| UTF-8                  | 209 190                    | d1 be                      | 209 191                  | d1 bf                    |
| Odwołania znakowe SGML | &#1150;                    | &#x047E;                   | &#1151;                  | &#x047F;                 |